# MTV 80s
MTV 80s es un canal de televisión por suscripción de carácter mundial, operado por Paramount International Networks que presenta videos musicales de la década de 1980. Comenzó a transmitirse como canal de televisión el 5 de octubre de 2020 en reemplazo de VH1 Classic Europe, luego de haber emitido en otras señales hermanas. Está disponible en Europa, Latinoamérica, Nueva Zelanda, Oriente Medio y África del Norte.

## Historia

### Antes del lanzamiento
El 30 de noviembre de 2004, VH1 Classic Europe presentó un programa con videos musicales de los años 1980 So 80s después del lanzamiento de este canal. En diciembre de 2005, VH1 Classic Europe presentó programas temáticos con clips de los años 1980:
- The 80s Alternative - Videos alternativos y oscuros de los 80.
- The 80s Chilled - música relajada de los 80.
- The 80s Danced - Música dance de los 80.
- The 80s Partied - Música disco, funk y fiesta de los 80.
- The 80s Popped - Música pop de los 80.
- The 80s Rocked - Música rock de los 80.
- The 80s Years - Una selección de videos musicales de un año en particular de los 80.

El 4 de septiembre de 2006, el programa con videos musicales de los 80, So 80s fue renombrado con el nuevo nombre de este programa - We Are The 80s. En 2007, VH1 Classic presentó un programa matutino con videos musicales de los 80 - The 80s At 8 - de 8:00 a 9:00 CET. 
El 1 de julio de 2012, VH1 Classic Europe cerró los programas temáticos con videos musicales de los 80 y el programa matutino con videos musicales de los 80 The 80s At 8. En abril de 2015, VH1 Classic presentó un maratón de videos musicales de los 80, Nothing But The 80s, que se lanzaba cada tres semanas, los fines de semana. 
El 8 de enero de 2018, apareció otro programa en VH1 Classic Europe: 80s Boys vs 80s Girls. A finales de junio de 2018, este programa finalizó, y en septiembre de este año la maratón de videos musicales de los 80  Nothing But The 80s.  En abril de 2020, finalizó el programa We Are The 80s en relación con el lanzamiento de un nuevo canal de música con videos musicales de los años 1980. MTV 80s en la frecuencia de este canal, el cual se emitió entre durante marzo de 2020 en la señal de MTV Classic UK.

### Después del lanzamiento
Del 28 de febrero al 31 de marzo de 2020, MTV 80s se emitió en la señal del canal MTV Classic UK, incluidos los anuncios de "MTV UK", publicidad británica y un programa de televenta de 4:00 a 6:00, hora de Londres. Desde abril a octubre de 2020, VH1 Classic Europe emitió un bloque de MTV 80s de 0:00 a 12:00 CET.
El 5 de octubre de 2020, MTV 80s comenzó a transmitir las 24 horas del día reemplazando completamente a VH1 Classic Europe, junto con MTV Rocks que pasó a llamarse MTV 90s.
Desde el 6 de julio de 2020, MTV 80s se emite en Nueva Zelanda las 24 horas del día reemplazando a MTV Classic Australia.

## Formato
Desde su lanzamiento, MTV 80s ha estado transmitiendo el formato del canal de música británico Now 80s. A diferencia del canal Now 80s, MTV 80s emite sin anuncios ni publicidades comerciales.